# Джил Меррік
Джильберт Гарольд Меррік (англ. Gilbert Harold Merrick, 26 січня 1922, Бірмінгем — 3 лютого 2010, там само) — англійський футболіст, що грав на позиції воротаря за клуб «Бірмінгем Сіті», а також національну збірну Англії. По завершенні ігрової кар'єри — тренер.
Володар Кубка англійської ліги (як тренер).

## Клубна кар'єра
Народився 26 січня 1922 року в місті Бірмінгем. Вихованець футбольної школи клубу «Бірмінгем Сіті». Дорослу футбольну кар'єру розпочав 1939 року в основній команді того ж клубу, кольори якої і захищав протягом усієї своєї кар'єри гравця, що тривала двадцять два роки. Більшість часу, проведеного у складі «Бірмінгем Сіті», був основним гравцем команди.

## Виступи за збірну
1951 року дебютував в офіційних матчах у складі національної збірної Англії. Протягом кар'єри у національній команді, яка тривала 4 роки, провів у її формі 23 матчі. Усі матчі провів, коли його «Бірмінгем Сіті» був клубом другого дивізіону.
У складі збірної був учасником чемпіонату світу 1954 року у Швейцарії, де зіграв з Бельгією (4-4), господарями (2-0) і Уругваєм (2-4).

### Статистика виступів за збірну
| #  | Дата       | Суперник          | Рахунок | Змагання                | Стадіон, місто            |
| -- | ---------- | ----------------- | ------- | ----------------------- | ------------------------- |
| 1  | 14-11-1951 | Північна Ірландія | 2–0     | Домашній чемпіонат 1952 | Вілла Парк, Бірмінгем     |
| 2  | 28-11-1951 | Австрія           | 2–2     | Товариський матч        | Вемблі, Лондон            |
| 3  | 5-04-1952  | Шотландія         | 2–1     | Домашній чемпіонат 1952 | Гемпден-Парк, Глазго      |
| 4  | 18-05-1952 | Італія            | 1–1     | Товариський матч        | Комунале, Флоренція       |
| 5  | 25-05-1952 | Австрія           | 3–2     | Товариський матч        | Пратер, Відень            |
| 6  | 28-05-1952 | Швейцарія         | 3–0     | Товариський матч        | Гардтурм, Цюріх           |
| 7  | 4-10-1952  | Північна Ірландія | 2–2     | Домашній чемпіонат 1953 | Віндзор Парк, Белфаст     |
| 8  | 12-11-1952 | Уельс             | 5–2     | Домашній чемпіонат 1953 | Вемблі, Лондон            |
| 9  | 26-11-1952 | Бельгія           | 5–0     | Товариський матч        | Вемблі, Лондон            |
| 10 | 18-04-1953 | Шотландія         | 2–2     | Домашній чемпіонат 1953 | Вемблі, Лондон            |
| 11 | 17-05-1953 | Аргентина         | 0–0     | Товариський матч        | Монументаль, Буенос-Айрес |
| 12 | 24-05-1953 | Чилі              | 2–1     | Товариський матч        | Насьональ, Сантьяго       |
| 13 | 31-05-1953 | Уругвай           | 1–2     | Товариський матч        | Сентенаріо, Монтевідео    |
| 14 | 10-10-1953 | Уельс             | 4–1     | Домашній чемпіонат 1954 | Нініан Парк, Кардіфф      |
| 15 | 21-10-1953 | Європа XI         | 4–4     | Товариський матч        | Вемблі, Лондон            |
| 16 | 11-11-1953 | Північна Ірландія | 3–1     | Домашній чемпіонат 1954 | Гудісон-Парк, Ліверпуль   |
| 17 | 25-11-1953 | Угорщина          | 3–6     | Товариський матч        | Вемблі, Лондон            |
| 18 | 3-04-1954  | Шотландія         | 4–2     | Домашній чемпіонат 1954 | Гемпден-Парк, Глазго      |
| 19 | 16-05-1954 | Югославія         | 0–1     | Товариський матч        | JNA, Белград              |
| 20 | 23-05-1954 | Угорщина          | 1–7     | Товариський матч        | Непштадіон, Будапешт      |
| 21 | 17-06-1954 | Бельгія           | 4–4     | ЧС-1954                 | Санкт-Якоб, Базель        |
| 22 | 20-06-1954 | Швейцарія         | 2–0     | ЧС-1954                 | Ванкдорф, Берн            |
| 23 | 26-06-1954 | Уругвай           | 2–4     | ЧС-1954                 | Санкт-Якоб, Базель        |

## Кар'єра тренера
Розпочав тренерську кар'єру відразу ж по завершенні кар'єри гравця, 1960 року, очоливши тренерський штаб клубу «Бірмінгем Сіті».
Згодом, протягом 1967—1970 років очолював команду «Бромсгров Роверс».
Останнім місцем тренерської роботи був клуб «Атерстон Таун», головним тренером команди якого Джил Меррік був з 1970 по 1973 рік.
Помер 3 лютого 2010 року на 89-му році життя.

## Титули і досягнення

### Як гравця
- Чемпіон Футбольної ліги півдня і півночі (1):

«Бірмінгем Сіті»: 1945–1946
- Чемпіон другого дивізіону футбольної ліги (2):

«Бірмінгем Сіті»: 1947–1948, 1954–1955

### Як тренера
- Володар Кубка Футбольної ліги (1):

«Бірмінгем Сіті»: 1962–1963